# Asmatski jezici
Asmatski jezici (asmat), transnovogvijnejska podskupina jezika koja čini dio šire skupine asmat-kamoro. Govore se na indonezijskom području Nove Gvineje. Obuhvaća 6 jezika: (casuarina coast asmat ili kaweinag [asc], 9.000 (1991 SIL); yaosakor asmat ili yaosakor [asy], 2.000 (1991 SIL); centralnoasmatski ili jas, manowee, yas [cns], 7.000 (Roesler 1972);  sjevernoasmatski ili keenok [nks], 1.000 (1991 SIL); citak ili tjitjak [txt], 8.000 (1985 M. Stringer); tamnim citak ili tamnim [tml] 290 (1993 R. Doriot).
Kao posebna podskupina izdvojena je iz šire skupine asmat-kamoro, druga je kamoro.

## Vanjske poveznice
- Asmat-Kamoro, Ethnologue (14th)